# أفريكان تايمز أند أورينت ريفيو
أفريكان تايمز أند أورينت ريفيو (بالإنجليزية: African Times and Orient Review)‏ هي جريدة أفريقية وآسيوية النزعة أسسها في لندن الصحفي والناشط المصري البريطاني محمد علي دوسي سنة 1912، بالاشتراك مع جون إلدرد تايلور.
صدر العدد الأول من الجريدة في يوليو 1912، مصدّرًا بعبارة «شهرية، مكرّسة لمصالح الأعراق الملونة في العالم».
صدرت الجريدة شهريًا في الفترة منذ عددها الأول إلى ديسمبر 1913، ثم أسبوعيًا في الفترة من 24 مارس إلى 18 أغسطس 1914، وكان من أبرز من كتبوا فيها ماركوس غارفي، أثناء رحلته إلى بريطانيا.
ولما اندلعت الحرب العظمى، حظرت السلطات البريطانية الجريدة في الهند وفي مستعمراتها الأفريقية لئلا تؤثر على الاستقرار السياسي في مستعمراتها في زمن الحرب، وبعد توقف دام عامين (من يناير 1917 إلى أكتوبر 1918) عادت الجريدة إلى الصدور شهريًا، غير أنها توقفت ثانية حتى يناير 1920، حيث أعيد إحياؤها في لندن تحت اسم «أفريكا أند أورينت ريفيو»، وظلت تصدر حتى ديسمبر 1920.